# Nicolae Dobra
Nicolae Dobra (n.5 iunie 1950) este un politician român, senator în mandatul 2008-2012 în Parlamentul României din partea Partidului Democrat Liberal, județul Alba.

## Controverse
Nicolae Dobra a fost cercetat de către procurorii Direcției Naționale Anticorupție, care l-au trimis în judecată în martie 2009, împreună cu alte 17 persoane, pentru vânzarea unui teren la preț subevaluat.
În martie 2011, magistrații Înaltei Curți de Casație și Justiție au decis achitarea celor inculpați în acest dosar.